# Frederick George Novy
Frederick George Novy (česky Bedřich Jiří Nový, 9. prosince 1864 Chicago – 8. srpna 1957 Ann Arbor, Michigan) byl americký bakteriolog, organický chemik a vysokoškolský pedagog českého původu.

## Život

### Mládí
Narodil se jako Bedřich Jiří Nový v Chicagu třetí syn českých imigrantů Josefa Nového a jeho manželky Františky (Frances). Rodiče pocházeli z obce Čistá u Kralovic ve středních Čechách, v USA přistáli v Baltimore roku 1861, v témže pak roce přijeli do Chicaga, kde se usadili. Bedřich Jiří vyrostl v městské čtvrti West Side, čtvrti se silnou českou komunitou, poblíž místa, kde v roce 1871 vypukl tzv. Velký chicagský požár. Poté, co vychodil místní veřejné školy, absolvoval University of Michigan ve městě Ann Arbor, kde studoval chemii, kterou ukončil získáním titulu B.S. roku 1886. Následně absolvoval postgraduální studium na stejné univerzitě a v roce 1887 získal magisterský titul s prací na téma v překladu Kokain a jeho deriváty.

### Kariéra
V této době se stal pedagogem univerzity, kde vyučoval kurzy bakteriologie. V roce 1890 získal titul Sc.D. s prací s názvem v překladu Toxické produkty Bacillů prasečího moru. Následující rok dokončil práci potřebnou k získání titulu M.D. V roce 1891 se oženil s Grace Garwood; dcerou Dr. V. G. Garwooda.
Po promoci se stal odborným asistentem hygieny a fyziologické chemie na University of Michigan. V roce 1894 navštívil rezidenčně pražskou Karlo-Ferdinandovu univerzitu a v roce 1897 Pasteurův ústav v Paříži, kde se spřátelil s mikrobiologem Emilem Rouxem a zlepšil své znalosti o bakteriologii. Do roku 1900 získal skvělou národní reputaci jako přední národní odborník na předmět bakteriologie. Ve stejném roce pomohl založit Society of American Bacteriologists (Společnost amerických bakteriologů). V roce 1904 se stal řádným profesorem michiganské státní univerzity a rovněž také prvním předsedou univerzitního oddělení bakteriologie.
Na počátku 20. století, kdy Dr. Nový začal studovat trypanosomy a spirochéty, díky čemuž ještě zvýšil svou vědeckou prestiž. Vyvinul techniky pro jejich kultivaci a stal se možná prvním, kdo úspěšně kultivoval patogenního prvoka v laboratoři. Mezi svou další prací prováděl studie anaerobních bakterií, vyšetřoval vypuknutí epidemie dýmějového moru v San Franciscu v roce 1900, zkoumal anafylotoxin a studoval metabolismus mikroorganismů, zejména tuberkulózního bacila. V roce 1905 byl vybrán pro členství v řadě pro farmacii a chemii organizace American Medical Association (Americké lékařské asociace), tuto pozici si udržel až do roku 1930. V roce 1927 byl lektorem Henryho L. Russella na University of Michigan, poté v roce 1931 lektorem George M. Kobera na univerzitě v Georgetownu. V roce 1930 obdržel zlatou medaili Americké lékařské asociace. Po zbytek své kariéry nadále přispíval k vědeckému výzkumu v bakteriologii a svou závěrečnou vědeckou práci publikoval v roce 1953 ve věku devětaosmdesáti let.
Velkou část jeho pozdější kariéry pohltila administrativní práce. V roce 1904 sloužil jako čtvrtý prezident Society of American Bacteriologists Společnosti amerických bakteriologů a v roce 1921 byl zvolen prezidentem Americké společnosti pro experimentální patologii a v roce 1924 prezidentem American Association of Immunologists (Americká asociace imunologů). Dr. Novy byl v letech 1930–1933 předsedou výkonného výboru lékařské fakulty University of Michigan, poté v letech 1933–1935 působil jako děkan zdejší University Medical School. Do důchodu odešel v roce 1935. Jeho manželka Grace zemřela v roce 1946.

### Úmrtí
Frederick George Novy zemřel ve svém domě Ann Arbor v Michiganu v roce 1957. Pohřben byl na zdejším hřitově Forest Hill Cemetery.

### Rodina
Se svou manželkou Grace Olive Novy, rozenou Garwoodovou, počali tři syny a dvě dcery. Všichni jejich synové se stali praktickými lékaři.

## V umění
V románu Sinclaira Lewise, nositele Nobelovy ceny za literaturu, z roku 1925 Arrowsmith byl Dr. Nový předobrazem postavy Maxe Gottlieba.

## Ocenění
Byl držitelem řady ocenění a vyznamenání:
- Člen Asociace amerických lékařů, 1900
- Čestný doktorát na University of Cincinnati, 1920
- Člen americké Národní akademie věd, 1924
- Rytíř Řádu čestné legie, 1924
- Zlatá medaile Americká lékařská asociace, 1930
- Servisní citace z Legislativy státu Michigan, 1931
- Nositel československého Řádu bílého lva, 1931
- Člen American Philosophical Society, 1934
- Čestný doktorát University of Michigan, 1936

## Dílo
- Cocaine and its derivatives (1887)
- Directions for laboratory work in urine analysis (1892)
- Directions for laboratory work in bacteriology (1894)
- Ptomaïns, leucomaïns, toxins and antitoxins: or, the chemical factors in the causation of disease (1896) s Victorem Clarencem Vaughanem
- Toxins & Antitoxins (1896)
- Laboratory work in physiological chemistry (1898)
- Laboratory work in bacteriology (1899)
- Cellular toxins (1902) s Victorem Clarencem Vaughanem
- On the trypanosomes of birds (1905) s Wardem J. MacNealem
- Studies in Spirillum Obermeieri and related organisms (1906)
- The trypanosomes of mosquitoes and other insects (1907)
- Zina Pitcher (1908)
- Anaphylatoxin and anaphylaxis (1917) spolu s Paulem Henrym DeKruifem a Robertem Lvem Novym
- Microbic respiration (1925)